# サンギラン初期人類遺跡
サンギラン初期人類遺跡（サンギランしょきじんるいいせき）はインドネシアにあるユネスコの世界遺産（文化遺産）の一つ。ホモ・エレクトス・エレクトス（ジャワ原人）の骨や跡などが発掘されており、考古学的に非常に重要な場所である。

## 概要
サンギランは、ジャワ島の東側中央辺りにある町ソロの近くにある。1936年の発掘調査で、ジャワ原人の頭蓋骨、歯、大腿骨の化石が発見された。
またサンギランの発掘場では、少なくとも150万年前ごろから、比較的新しい1万年前ごろの人間の形跡がある。メガントロプスのような大型のヒト科や、ジャワ原人、ホモ・エレクトゥスなどの初期人類の化石が多数見つかっており、その数は世界で発掘された化石の半数に相当する。
サンギランで発掘されたものの一部は、サンギラン博物館で公開されている。

## 登録基準
この世界遺産は世界遺産登録基準のうち、以下の条件を満たし、登録された（以下の基準は世界遺産センター公表の登録基準からの翻訳、引用である）。
- (3) 現存するまたは消滅した文化的伝統または文明の、唯一のまたは少なくとも稀な証拠。
- (6) 顕著で普遍的な意義を有する出来事、現存する伝統、思想、信仰または芸術的、文学的作品と直接にまたは明白に関連するもの（この基準は他の基準と組み合わせて用いるのが望ましいと世界遺産委員会は考えている）。

座標: 南緯7度27分0秒 東経110度51分0秒 / 南緯7.45000度 東経110.85000度